# Día Internacional de la Convivencia en Paz
El Día Internacional de la Convivencia en Paz es una jornada que se celebra anualmente el 16 de mayo desde 2018, establecida por la Asamblea General de las Naciones Unidas el 8 de diciembre de 2017.

## Proclamación
El Día Internacional de la Convivencia en Paz se instituyó por la Asamblea General de la ONUel 8 de diciembre de 2017 en colaboración con la ONG AISA.  Esta proclamación se realizó con el propósito de movilizar a la comunidad internacional hacia la promoción de la paz, tolerancia, inclusión, comprensión y solidaridad. Esta fecha también subraya la importancia de la reconciliación y la construcción de una sociedad pacífica y sostenible.

## Celebración
El 16 de mayo fue designado para esta observancia global. Este día se eligió como símbolo de la importancia de la convivencia y el diálogo intercultural y religioso, esfuerzos que se consideran fundamentales para el desarrollo sostenible y la paz duradera. La primera celebración tuvo lugar en 2018, marcando el comienzo de un compromiso renovado con estos ideales.

## Temas
- 2018: Celebraciones del 16 de mayo en todo el mundo[5]
- 2019: Celebraciones del 16 de mayo en todo el mundo[6]
- 2020: Vivir mejor juntos. Una respuesta clave a la crisis Sanitaria Mundial[7]
- 2021: Agenda 2021 #JIVEP2021 en casa[8]
- 2022: Todos nosotros[9]
- 2023: Educación para una cultura de paz[10]
- 2024: La Paz en el corazón de la Educación[11]